# 第7回ダヴィッド・ディ・ドナテッロ賞
第7回ダヴィッド・ディ・ドナテッロ賞（だい7かいダヴィッド・ディ・ドナテッロしょう）の授賞式は、1962年7月29日にタオルミーナで行われた。

## 受賞者一覧

### 監督賞
- エルマンノ・オルミ（『定職』）

### プロデューサー賞
- アンジェロ・リッツォーリ（『世界残酷物語』）
- ディーノ・デ・ラウレンティス（『困難な人生』）

### 主演男優賞
- ラフ・ヴァローネ （『橋からの眺め』）

### 外国人女優賞
- オードリー・ヘプバーン（『ティファニーで朝食を』）

### 外国人男優賞
- アンソニー・パーキンス（『さよならをもう一度』）
- スペンサー・トレイシー（『ニュールンベルグ裁判』）

### 外国映画賞
- ニュールンベルグ裁判（監督：スタンリー・クレイマー）

### ダヴィッド特別賞
- レア・マッサリ（俳優、『困難な人生』および『I sogni muoiono all'alba』）
- マレーネ・ディートリヒ（俳優、『ニュールンベルグ裁判』）